# The Fame Monster
The Fame Monster (stylizováno jako The Fame Mons†er) je studiová rozšířená verze debutového alba The Fame od americké popové zpěvačky Lady Gaga, a také její první EP. Jedná se o primárně elektropopovou nahrávku, která se tematicky zabývá negativní stranou slávy, což je rozdílný pohled ve srovnání s debutovým albem. Každá z osmi nových písní je jedna z jejích fobií. Strach ze špatného vztahu, z alkoholu, strach ze sexu, strach ze mě samé, z pravdy a také strach z obtěžování po telefonu.[zdroj⁠?!] V roce 2010 bylo nejprodávanějším albem na světě, když se ho prodalo 5,9 milionu kopií, v roce 2009 (album vyšlo v listopadu) pak druhé nejprodávanější s dalšími 5,9 miliony kopií.

## Seznam skladeb
| Pořadí         | Název                   | Hudba                             | Text                                                              | Délka |
| -------------- | ----------------------- | --------------------------------- | ----------------------------------------------------------------- | ----- |
| 1.             | Bad Romance             | RedOne, Lady Gaga                 | RedOne, Lady Gaga                                                 | 4:54  |
| 2.             | Alejandro               | RedOne, Lady Gaga                 | RedOne, Lady Gaga                                                 | 4:34  |
| 3.             | Monster                 | RedOne, Lady Gaga                 | RedOne, Lady Gaga, Space Cowboy                                   | 4:10  |
| 4.             | Speechless              | Ron Fair, Lady Gaga, Tal Herzberg | Lady Gaga                                                         | 4:31  |
| 5.             | Dance in the Dark       | Garibay, Lady Gaga                | Lady Gaga, Fernando Garibay                                       | 4:49  |
| 6.             | Telephone (Ft. Beyoncé) | Darkchild, Lady Gaga              | Lady Gaga, Darkchild, LaShawn Daniels, Lazonate Franklin, Beyoncé | 3:41  |
| 7.             | So Happy I Could Die    | RedOne, Lady Gaga, Space Cowboy   | RedOne, Lady Gaga, Space Cowboy                                   | 3:55  |
| 8.             | Teeth                   | Teddy Riley, Lady Gaga            | Lady Gaga, Taja Riley                                             | 3:41  |
| Celková délka: | Celková délka:          | Celková délka:                    | Celková délka:                                                    | 34:15 |

## Hudební příčky
| Období (2009)      | Max. příčka |
| ------------------ | ----------- |
| Austrálie          | 1           |
| Rakousko           | 1           |
| Kanada             | 6           |
| Francie            | 13          |
| Německo            | 1           |
| Irsko              | 1           |
| Nový Zéland        | 1           |
| Švýcarsko          | 1           |
| Velká Británie     | 1           |
| U.S. Billboard 200 | 5           |